# أرلين فرانسيس
أرلين فرانسيس (بالإنجليزية: Arlene Francis) (ولدت أرلين فرانسيس كازنجيان ؛ 20 أكتوبر 1907 - 31 مايو 2001) ممثلة أمريكية ، مضيفة برنامج حواري إذاعي وتلفزيوني ، وأحد أعضاء فريق عرض الألعاب. معروفة بصفتها عضو دائم في برنامج التلفاز "What My Line" ، الذي ظهرت عليه بانتظام لمدة 25 عامًا ، من 1950-1975 على كل من الشبكة والإصدارات المشتركة من البرنامج.

## روابط خارجية
- أرلين فرانسيس على موقع IMDb (الإنجليزية)
- أرلين فرانسيس على موقع ألو سيني (الفرنسية)
- أرلين فرانسيس على موقع ميوزك برينز (الإنجليزية)
- أرلين فرانسيس على موقع تيرنر كلاسيك موفيز (الإنجليزية)
- أرلين فرانسيس على موقع أول موفي (الإنجليزية)
- أرلين فرانسيس على موقع قاعدة بيانات برودواي على الإنترنت (الإنجليزية)
- أرلين فرانسيس على موقع قاعدة بيانات برودواي على الإنترنت (الإنجليزية)
- أرلين فرانسيس على موقع قاعدة بيانات الأفلام السويدية (السويدية)
- أرلين فرانسيس على موقع إن إن دي بي (الإنجليزية)
- أرلين فرانسيس على موقع ديسكوغز (الإنجليزية)

## الروابط الخارجية
- Arlene Frances is hostess of Blind Date (a 1950s TV game show) in this video from YouTube
- Arlene Francis Show with guest Sparky Lyle, WOR radio, October 26, 1977

- Arlene Francis, Actress and TV Panelist, dies at 93
- "أرلين فرانسيس". فايند أغريف. اطلع عليه بتاريخ 2010-09-19.